# Zlaté maliny za rok 2003
24. výroční Zlatá malina byla vyhlášena v hotelu Sheraton v Santa Monice. Ceny byly rozdány 28. února 2004 Nejvíce nominací, sedm, získal film Láska s rizikem.

## Nominace
| Kategorie                                          | Nominace (vítěz tučně)                                                                         |
| -------------------------------------------------- | ---------------------------------------------------------------------------------------------- |
| Nejhorší film                                      | Láska s rizikem (Columbia/Revolution Studios)                                                  |
| Nejhorší film                                      | Ten pravý Cancun (New Line Cinema)                                                             |
| Nejhorší film                                      | Kocour (Universal/DreamWorks)                                                                  |
| Nejhorší film                                      | Charlieho andílci: Na plný pecky (Columbia)                                                    |
| Nejhorší film                                      | Láska mezi superstar (20th Century Fox)                                                        |
| Nejhorší herec                                     | Ben Affleck ve filmech Daredevil, Láska s rizikem a Výplata                                    |
| Nejhorší herec                                     | Cuba Gooding Jr. ve filmech Plnou parou vzad!, Pokušení a Radio                                |
| Nejhorší herec                                     | Justin Guarini ve filmu Láska mezi superstar                                                   |
| Nejhorší herec                                     | Ashton Kutcher ve filmech Dvanáct do tuctu, Líbánky a Šílený rande                             |
| Nejhorší herec                                     | Mike Myers ve filmu Kocour                                                                     |
| Nejhorší herečka                                   | Jennifer Lopez ve filmu Láska s rizikem                                                        |
| Nejhorší herečka                                   | Drew Barrymoreová ve filmech Charlieho andílci: Na plný pecky a Baba na zabití                 |
| Nejhorší herečka                                   | Cameron Diaz ve filmu Charlieho andílci: Na plný pecky                                         |
| Nejhorší herečka                                   | Kelly Clarkson ve filmu Láska mezi superstar                                                   |
| Nejhorší herečka                                   | Angelina Jolie ve filmech Hranice zlomu a Lara Croft - Tomb Raider: Kolébka života''           |
| Nejhorší herec ve vedlejší roli                    | Sylvester Stallone ve filmu Spy Kids 3-D: Game Over                                            |
| Nejhorší herec ve vedlejší roli                    | Anthony Aerson ve filmu Klokan Jack                                                            |
| Nejhorší herec ve vedlejší roli                    | Alec Baldwin ve filmu Kocour                                                                   |
| Nejhorší herec ve vedlejší roli                    | Al Pacino ve filmu Láska s rizikem                                                             |
| Nejhorší herec ve vedlejší roli                    | Christopher Walken ve filmech Láska s rizikem a Klokan Jack                                    |
| Nejhorší herečka ve vedlejší roli                  | Demi Moore ve filmu Charlieho andílci: Na plný pecky                                           |
| Nejhorší herečka ve vedlejší roli                  | Lainie Kazan ve filmu Láska s rizikem                                                          |
| Nejhorší herečka ve vedlejší roli                  | Kelly Prestonová ve filmu Kocour                                                               |
| Nejhorší herečka ve vedlejší roli                  | Brittany Murphy ve filmu Líbánky                                                               |
| Nejhorší herečka ve vedlejší roli                  | Tara Reid ve filmu Šílený rande                                                                |
| Nejhorší pár na plátně                             | Ben Affleck a Jennifer Lopez ve filmu Láska s rizikem                                          |
| Nejhorší pár na plátně                             | Eric Christian Olsen a Derek Richardson ve filmu Blbý a ještě blbější: Jak Harry potkal Lloyda |
| Nejhorší pár na plátně                             | Justin Guarini a Kelly Clarkson ve filmu Láska mezi superstar                                  |
| Nejhorší pár na plátně                             | Ashton Kutcher a Brittany Murphy ve filmu Líbánky nebo Tara Reid ve filmu Šílený rande         |
| Nejhorší pár na plátně                             | Mike Myers a Věc Jedna nebo Věc Dva ve filmu Kocour                                            |
| Nejhorší prequel, remake, rip-off nebo pokračování | Charlieho andílci: Na plný pecky (Columbia)                                                    |
| Nejhorší prequel, remake, rip-off nebo pokračování | Rychle a zběsile 2 (Universal)                                                                 |
| Nejhorší prequel, remake, rip-off nebo pokračování | Blbý a ještě blbější: Jak Harry potkal Lloyda (New Line Cinema)                                |
| Nejhorší prequel, remake, rip-off nebo pokračování | Láska mezi superstar (20th Century Fox) (New Line Cinema)                                      |
| Nejhorší prequel, remake, rip-off nebo pokračování | Texaský masakr motorovou pilou                                                                 |
| Nejhorší režie                                     | Martin Brest za film Láska s rizikem                                                           |
| Nejhorší režie                                     | Robert Iscove za film Láska mezi superstar                                                     |
| Nejhorší režie                                     | Mort Nathan za film Plnou parou vzad!                                                          |
| Nejhorší režie                                     | Wachowští za film Matrix Reloaded a Matrix Revolutions                                         |
| Nejhorší režie                                     | Bo Welch za film Kocour                                                                        |
| Nejhorší scénář                                    | Láska s rizikem, scénář Martin Brest                                                           |
| Nejhorší scénář                                    | Kocour, scénář Alec Berg, David Mael a Jeff Schaffer                                           |
| Nejhorší scénář                                    | Charlieho andílci: Na plný pecky, scénář John August a Cormac Wibberley a Marianne Wibberley   |
| Nejhorší scénář                                    | Blbý a ještě blbější: Jak Harry potkal Lloyda, scénář Robert Brener a Troy Miller              |
| Nejhorší scénář                                    | Láska mezi superstar, napsala Kim Fuller                                                       |
| Nejhorší důvod, proč natočit film                  | Kocour (Universal/DreamWorks)                                                                  |
| Nejhorší důvod, proč natočit film                  | Rychle a zběsile 2 (Universal)                                                                 |
| Nejhorší důvod, proč natočit film                  | Charlieho andílci: Na plný pecky (Columbia)                                                    |
| Nejhorší důvod, proč natočit film                  | Láska mezi superstar (20th Century Fox)                                                        |
| Nejhorší důvod, proč natočit film                  | Ten pravý Cancun (New Line Cinema)                                                             |
| Guvernérova cena za nejhorší choreografii          | Travis Payne za práci na filmu Láska mezi superstar                                            |